# 皮德溫尼亞
49°25′24″N 24°39′21″E / 49.42333°N 24.65583°E

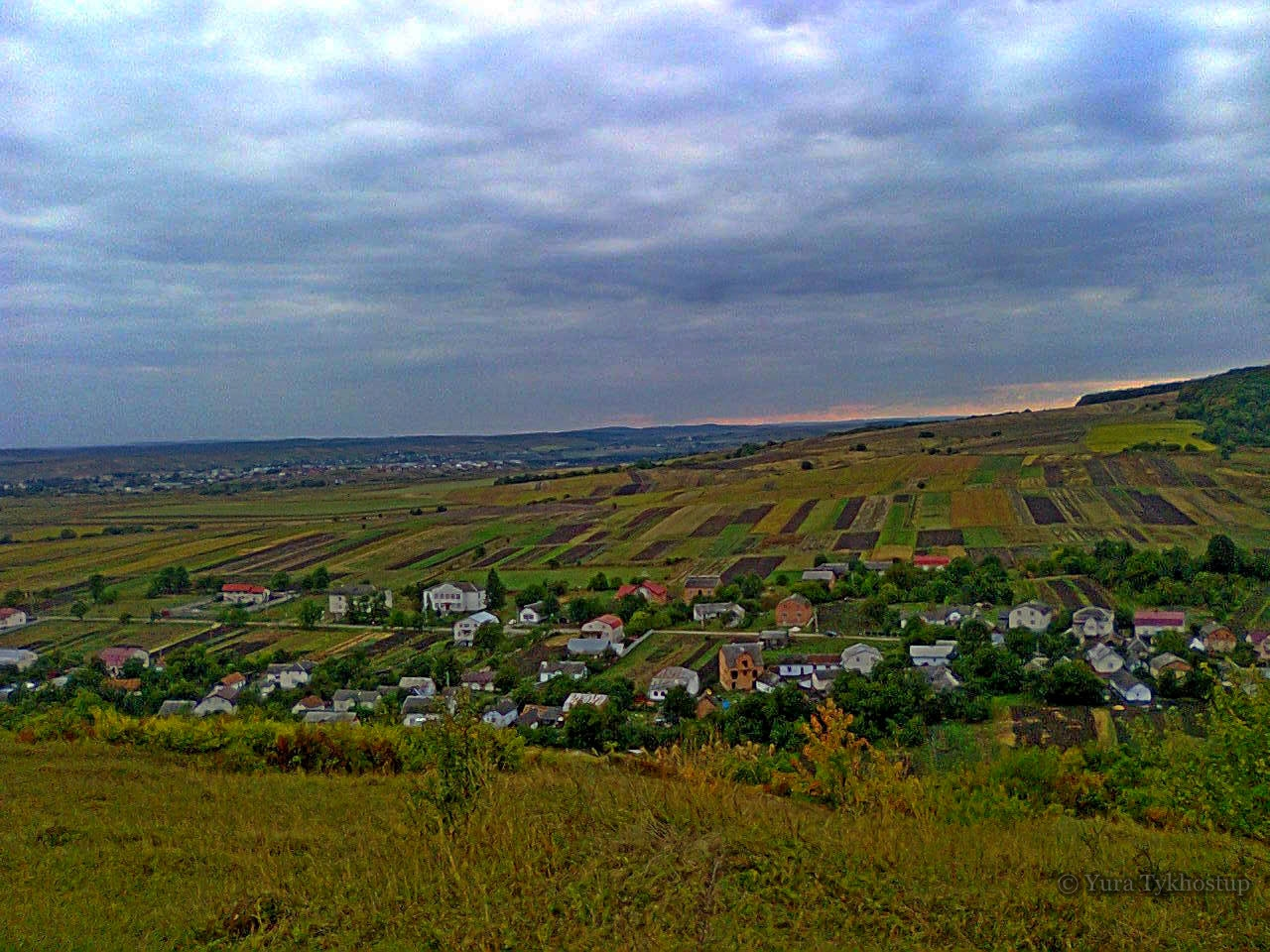

皮德溫尼亞（羅馬化：Pidvynnia）是烏克蘭西部的村莊，隸屬伊萬諾-弗蘭科夫斯克州的伊萬諾-弗蘭科夫斯克區。該村面積8.47平方公里，2001年人口432，人口密度每平方公里51人。